# Simon Meier-Vieracker
Simon Meier-Vieracker (ur. 1980 w Bazylei) – niemiecki językoznawca.
Zajmuje się lingwistyką korpusową, lingwistyką dyskursu i lingwistyką mediów. Do jego zainteresowań badawczych należą: praktyki komunikacyjne w środowisku cyfrowym (zwłaszcza w mediach społecznościowych), związki między językiem a różnymi obszarami działalności (polityka, medycyna, piłka nożna), komunikacja naukowa oraz komunikacja w ujęciu diachronicznym.
W latach 2000–2007 studiował naukę o komunikacji i filozofię na Universität Duisburg-Essen i Uniwersytecie Florenckim. W 2012 r. uzyskał doktorat z językoznawstwa niemieckiego na Uniwersytecie w Bernie. W 2020 r. został profesorem lingwistyki stosowanej na Technische Universität Dresden.
Autor książki popularnonaukowej Sprache ist, was du draus machst! Wie wir Deutsch immer wieder neu erfinden (2024). Twórca bloga lingwistycznego Fußballlinguistik. Prowadzi profil popularyzatorski w serwisie TikTok. 

## Publikacje (wybór)
- Beleidigungen. Eine Untersuchung über Ehre und Ehrverletzung in der Alltagskommunikation, Aachen: Shaker, 2007 (Essener Studien zur Semiotik und Kommunikationsforschung 20), ISBN 978-3-8322-6265-5, OCLC 156907425. Brak numerów stron w książce
- Gesprächsideale. Normative Gesprächsreflexion im 20. Jahrhundert, Berlin–Boston: Walter de Gruyter, 2013 (Studia Linguistica Germanica 116), DOI: 10.1515/9783110314991, ISBN 978-3-11-031488-5, ISBN 978-3-11-031499-1, OCLC 979584753. Brak numerów stron w książce
- Sprache ist, was du draus machst! Wie wir Deutsch immer wieder neu erfinden, München: Droemer, 2024, ISBN 978-3-426-44612-6, OCLC 1444068640. Brak numerów stron w książce